# Hofguetmoor
L'area di Hofguetmoor è una palude bassa e area protetta della Svizzera, situata nel Canton Appenzello Esterno. Dal 1996 fa parte dell'Inventario federale delle paludi d'importanza nazionale.

## Descrizione
La zona è situata a 1070 m.s.l.m. nel comune di Gais, a nord del monte Sommersberg e a est della località Hofgut. La vegetazione comprende paludi basifile e acidofile a piccole carici e prati umidi. Sono anche presenti terreni a coltivazione estensiva, siepi e formazioni boschive.
Nelle vicinanze dell'area si trovano anche terreni a coltivazione estensiva e intensiva, siepi, formazioni boschive, foreste, specchi e corsi d'acqua, stazioni sorgentifere, costruzioni e vie di comunicazione.